# Бузел
Бузел (фр. Bouzel) насеље је и општина у централној Француској у региону Оверња, у департману Пиј де Дом која припада префектури Клермон Феран.
По подацима из 2011. године у општини је живело 704 становника, а густина насељености је износила 167,22 становника/km². Општина се простире на површини од 4,21 km². Налази се на средњој надморској висини од 321 метар (максималној 338 m, а минималној 317 m).

## Демографија
| 1962. | 1968. | 1975. | 1982. | 1990. | 1999. | 2011. |
| ----- | ----- | ----- | ----- | ----- | ----- | ----- |
| 324   | 337   | 321   | 457   | 510   | 507   | 704   |

График промене броја становника у току последњих година